# Phyllostachys violascens
La Phyllostachys violascens és una espècie asiàtica de bambú gegant que pot assolir els 18 metres d'alçada.

## Característiques
És un bambú molt resistent que pot suportar gelades de fins a -20 °C. El seu tret més destacat és el color de les seves fulles que, depenent de l'edat, pot variar del verd clar al violeta fosc (d'aquí ve el seu nom científic); les fulles adultes es caracteritzen per la varietat de les estries, fines i nombroses. Els brots sorgeixen a final de març, cosa que fa aquest bambú un dels més matiners a anunciar la nova temporada.